# Final da Taça da Liga de 2019–20
A Final da Taça da Liga de 2019–20 foi a final da 13.ª edição da Taça da Liga, competição organizada pela Liga Portuguesa de Futebol Profissional. A final foi disputada a 25 de janeiro de 2019, no Estádio Municipal de Braga.
A competição envolveu os 34 clubes que disputam os dois principais escalões do sistema de ligas de futebol de Portugal – 18 da Primeira Liga e 16 da Segunda Liga – durante a época 2019–20.
O SC Braga e o FC Porto disputaram a final, tendo o SC Braga conquistado a sua segunda Taça da Liga ao vencer o FC Porto por 1–0, com um golo de Ricardo Horta aos 90+5 minutos.

## Historial
Pela 4ª época consecutiva a competição contou com um formato em final four, com as meias-finais e a final a serem disputadas na mesma semana e no mesmo estádio. O Estádio Municipal de Braga hospedou todos os jogos da fase final da competição. 
As duas equipas repetiram a final na Taça da Liga da época de 2012–13, que terminou com a vitória do SC Braga por 1–0.
O SC Braga qualificou-se para a sua 3ª final, tendo previamente conquistado um título na prova.
O FC Porto qualificou-se para a sua 4ª final, nunca tendo conquistado o troféu.

## Partida
| 25 de janeiro de 2020 | SC Braga            | 1 – 0 | FC Porto | Estádio Municipal de Braga                       |
| 19:45                 | Ricardo Horta 90+5' |       |          | Público: 23 794 Árbitro: Luís Godinho (AF Évora) |

## Vencedor
| Taça da Liga de 2019–20 |
| ----------------------- |
| SC Braga (2.º Título)   |